# Jonas Boets
Jonas Boets (1981) is een Vlaams kinder- en jeugdauteur.

## Biografie

### Studies
Boets studeerde Germaanse Talen in Antwerpen (het toenmalige UFSIA en UIA) en voltooide een aanvullende studie Taal en Bedrijf in Leuven.
Zijn creatieve achtergrond heeft hij te danken aan zijn ouders. Met een moeder in de boekenwereld en een vader in de toneelwereld, werd Boets van jongs af aan gestimuleerd om te lezen en te schrijven. Op zijn twintigste waagde hij zich aan zijn eerste boek.

### Werk
Boets begon zijn carrière in het onderwijs: hij heeft drie jaar Nederlandse les gegeven in het Sint-Ritacollege in Kontich aan de leerlingen van het derde en het vierde middelbaar. Daarna ging hij bij Eyeworks werken, waar hij mee programma's voor VTM en 2BE bedacht. Na drie jaar maakte hij de overstap naar Medialaan, waar hij eerst werkte voor jongerenzender JIM en van 2012 tot 2016 aan het hoofd stond van kinderzender VTMKZOOM, en later ook Kadet. In 2016 ging hij naar VRT om er mee het digitale platform VRT NU uit de grond te stampen en sinds december 2021 ontwikkelt hij mee het videoplatform Streamz.

### Het schrijverschap
De eerste schrijfsels van Boets waren boekjes voor beginnende lezers. Zo schreef hij Piep in het land van Kaan (2002), over de avonturen van een muis die terechtkomt in een land waar hij alles mag eten waar hij trek in heeft. Al gauw volgden Piep op de fiets (2003) en Piep en de dief (2004). Na de serie Piep volgden nog verschillende andere boeken voor beginnende lezers, waarvan Tom en Free: piraten wellicht het bekendste is. Het derde boek uit de serie over de broers Tom en Free won in 2008 de prijs voor het Bovenste Beste Kinderboek.
De grote doorbraak voor Boets komt er met de detectiveromans voor tieners waarin Sam Smith, leerling in een geheime spionnenschool, centraal staat. De boeken sloegen meteen aan bij het jonge publiek en in totaal verschenen er 9 delen. Deel 5, Sam Smith en de Dragons won in 2010 de eerste prijs bij de Kinder- en jeugdjury Vlaanderen.
Vanaf 2007 waagt Boets zich ook aan een iets ouder publiek en aan een heel ander genre. Met Begraaf de liefde schrijft de auteur een psychologische thriller voor adolescenten. Daarna volgden nog Liever de leugen (2010) en Vermoord het verleden (2012). In 2015 slaat hij de handen in elkaar met Peter Van De Wielle en Bert Baeck, en brengen ze samen SHINU uit, een dystopische saga over een gruwelijke samenleving waarin iedereen wordt ingedeeld op basis van zijn sterfdatum.
Dankzij zijn werk in de media beseft Boets al snel dat verhalen breder gaan dan boeken alleen. Met zijn nieuwe reeks Little Liars Club (start 2019) gooit hij de traditionele volgorde (eerst het boek en dan de afgeleiden) om. Little Liars Club, een club die kinderen helpt als ze een leugentje hebben verteld, start als een verhalenwebsite en kent daarna afgeleiden op verschillende platformen: video's op Facebook, Instagram, TikTok en YouTube, boeken in de boekenwinkels en een toneelvoorstelling in theater. In 2022 wordt er gestart aan de voorbereidingen van een videogame en wordt er gekeken naar een verfilming. Steeds meer kinderen worden lid van de club. Op 29 maart 2022 woonden maar liefst 8.000 kinderen de online voorstelling van het zesde boek De fake dj bij.
In 2021 besluit Boets kinderheld Sam Smith nieuw leven in te blazen, maar deze keer voor de oorspronkelijke fans. Smith - Doe maar gewoon wordt een boek voor twintigers, een thriller waarin Sam Smith is opgegroeid en plots zijn eigen boontjes moet doppen als volwassene.
Na de dood van Pieter Aspe, kreeg Boets de toestemming van de familie van Aspe om zijn boekenreeks verder te zetten. In 2023 verscheen zijn eerste boek in de Aspe-reeks, getiteld Reünie.

### Beginnende lezers
- Piep in het land van Kaan (2002)
- Piep op de fiets (2003)
- Piep en de dief (2004)
- Tom en Free (2005)
- Het ei van eend (2005)
- De tandarts is een monster (tom en free II) (2006)
- Tom en Free: piraten (tom en free III) (2007)
- Floor heeft een mol (2008)
- Trol op hol (2008)
- Jop is een haai (2009)
- Ik kan niet slapen (2011)
- Dat lust ik niet (2012)
- Een beetje gek en veel meer pret (2017)

### Sam Smith-reeks
- Sam Smith (2003 - Manteau)
- Sam Smith en de diamant van Don Carlos (2004 - Manteau)
- Sam Smith en het duivelskruid (2005 - Manteau)
- Sam Smith en Operatie Zwarte Regen (2006 - Manteau)
- Sam Smith en de dragons ( 2008 - Manteau)
- Sam Smith en de wraak van Carolina (2009 - Manteau)
- Sam Smith en de code van Autumn (2010 - Manteau)
- Sam Smith en de jacht op dokter Liu (2011 - Manteau)
- Sam Smith - Operatie Onkwetsbaar (2014 - Manteau)
- Smith: doe maar gewoon (2021 - Manteau)

### Little Liars Club
- De vloggende aap (2019)
- De meest vieze wedstrijd ter wereld (2019)
- Een nacht in Bazaar Bizaar (2019)
- De Friekshow (2020)
- De verschrikkelijke oudjescruise (2021)
- De fake dj (2022)

### Prentenboek
- De Grote Wolf (was helemaal niet boos) (2011)
- Wie is er bang van de boze heks? (2015)
- Ik help... de brandweer (2019)
- Ik help... de Sint (2020)
- Ik help... de speelgoedmaker (2021)
- Ik help... de koningin (2022)

### 8+
- Dokus Pokus en tante Pina (2016)
- Dokus Pokus en de protpot (2018)
- Alles begon... toen Stijn een tijger kreeg (en toen Paulien een pratende pop kreeg) (2017)
- Jengeltje (2020)

### 10+
- Geboren om te scoren (2008 - Manteau)
- Het geheim van Giovanni (2012 - Manteau)
- Stelen in stijl (2013 - WPG Uitgevers)
- DJ Dean - De jacht op de dronedieven (2017)
- Het geheim van de spooktram (2019)

### 15+
- Begraaf de liefde (2007 - Manteau)
- Liever de leugen (2010 - Manteau)
- Vermoord het verleden (2012 - Manteau)
- Shinu (2015 - Leopold)

## Trivia
- Zijn moeder publiceerde ooit onder de naam Eva De Wilde enkele boekjes voor beginnende lezers.
- Zijn vader, Herman Boets, is onder andere te zien in de jongerensoap Spring op Ketnet, waar hij de rol van Roger vertolkt.
- Het eerste boek van de Little Liars Club, De vloggende aap, werd nooit te koop gesteld. Het boek werd slechts op 250 exemplaren gedrukt en kon alleen maar gewonnen worden. De genummerde exemplaren bevinden zich nu in klassen en bij kinderen verspreid over heel Vlaanderen.
- Jonas Boets zelf begon in 1997 met enkele vrienden een muziekgroepje. Ze noemden zichzelf "Forbidden Fruit" en maakten techno-achtige dingen met computer, viool, piano en klarinet. In ’99 traden ze onder andere op, op de boekenbeurs.
- De boeken van Jonas Boets werden al in verschillende talen vertaald. Zo had Sam Smith succes in Duitsland en kregen andere verhalen Zweedse, Chinese en Zuid-Koreaanse versies.

- Bibliothèque nationale de France: cb169378273 (data)
- Digitale Bibliotheek voor de Nederlandse Letteren: boet067
- Gemeinsame Normdatei: 143655930
- International Standard Name Identifier: 0000 0003 6918 973X
- Nederlandse Thesaurus van Auteursnamen: 238802744
- Système universitaire de documentation: 193412950
- Virtual International Authority File: 169645312
- WorldCat: E39PBJdcDq6RgXyRcXvvgvpVmd